# Торнтон, Саманта
Саманта Торнтон (англ. Samantha Thornton; род. 20 апреля 1966 года в Мельбурне, штат Виктория, Австралия) — австралийская профессиональная баскетболистка, выступала в женской национальной баскетбольной лиге (ЖНБЛ). Играла на позиции тяжёлого форварда. Двукратная чемпионка женской НБЛ (1988, 1989).
В составе национальной сборной Австралии принимала участие на предолимпийском турнире в Виго к Олимпийским играм 1992 года в Барселоне, на которые австралийки не попали, также принимала участие в чемпионате мира 1990 года в Малайзии, домашнем мундиале 1994 года и дебютном чемпионате мира среди девушек до 19 лет 1985 года в Колорадо-Спрингс.

## Ранние годы
Саманта Торнтон родилась 20 апреля 1966 года в городе Мельбурн (штат Виктория).